# 六句町
六句町（ろっくちょう）は、愛知県名古屋市西区の地名。1丁目と2丁目があった。現在の新道一丁目・二丁目および幅下一丁目・二丁目の各一部に相当する。また、名古屋市営バス名駅12号系統のバス停名などに名をとどめている。

## 地理
東は堀詰町、西は江川、南は藪下町、北は北駅町に接していた。

### 学区
- 高等学校 - 尾張学区
- 中学校 - 名古屋市立菊井中学校
- 小学校 - 名古屋市立幅下小学校（廃止当時）

### 人口
国勢調査による人口の推移
| 1950年（昭和25年） | 728人 |  |
| 1955年（昭和30年） | 773人 |  |
| 1960年（昭和35年） | 649人 |  |
| 1965年（昭和40年） | 626人 |  |
| 1970年（昭和45年） | 570人 |  |
| 1975年（昭和50年） | 478人 |  |
| 1980年（昭和55年） | 417人 |  |

## 歴史

### 地名の由来
『幅下ものがたり』（2015年刊）では、当地にはかつて六歌仙の塚があったとされることから起こった地名であるとしている。『名古屋城府志』によれば「陸供」とも表記されたという。

### 沿革
- 1536年（天文5年） - この年発行の「道者売券」なる史料に「六句」の地名がみられる[8]。その後の名古屋城下町の成立に伴い、吸収されたものとみられる[9]。
- 1709年（宝永6年）頃発行の尾府名古屋図に掲載されていることが確認できるが、成立年代は不詳[10]。
- 1878年（明治11年）12月28日 - 名古屋区成立に伴い、同区六句町となる[1]。
- 1889年（明治22年）10月1日 - 名古屋市成立に伴い、同市六句町となる[1]。
- 1908年（明治41年）4月1日 - 西区成立に伴い、同区六句町となる[1]。
- 1981年（昭和56年）8月23日 - 住居表示の実施に伴い、西区新道一丁目・二丁目および幅下一丁目・二丁目に編入され、消滅[1]。

### 字一覧
1932年（昭和7年）愛知県教育会発行『明治十五年愛知県郡町村字名調』による名古屋区六句町の字。
- 六句（ろくく）[11]

### WEB
1. ↑  “なごや地図ナビ 六句町”.  名古屋市交通局. 2015年1月18日閲覧。

### 書籍
1. 1 2 3 4 5 6 7  名古屋市計画局 1992, p. 755.

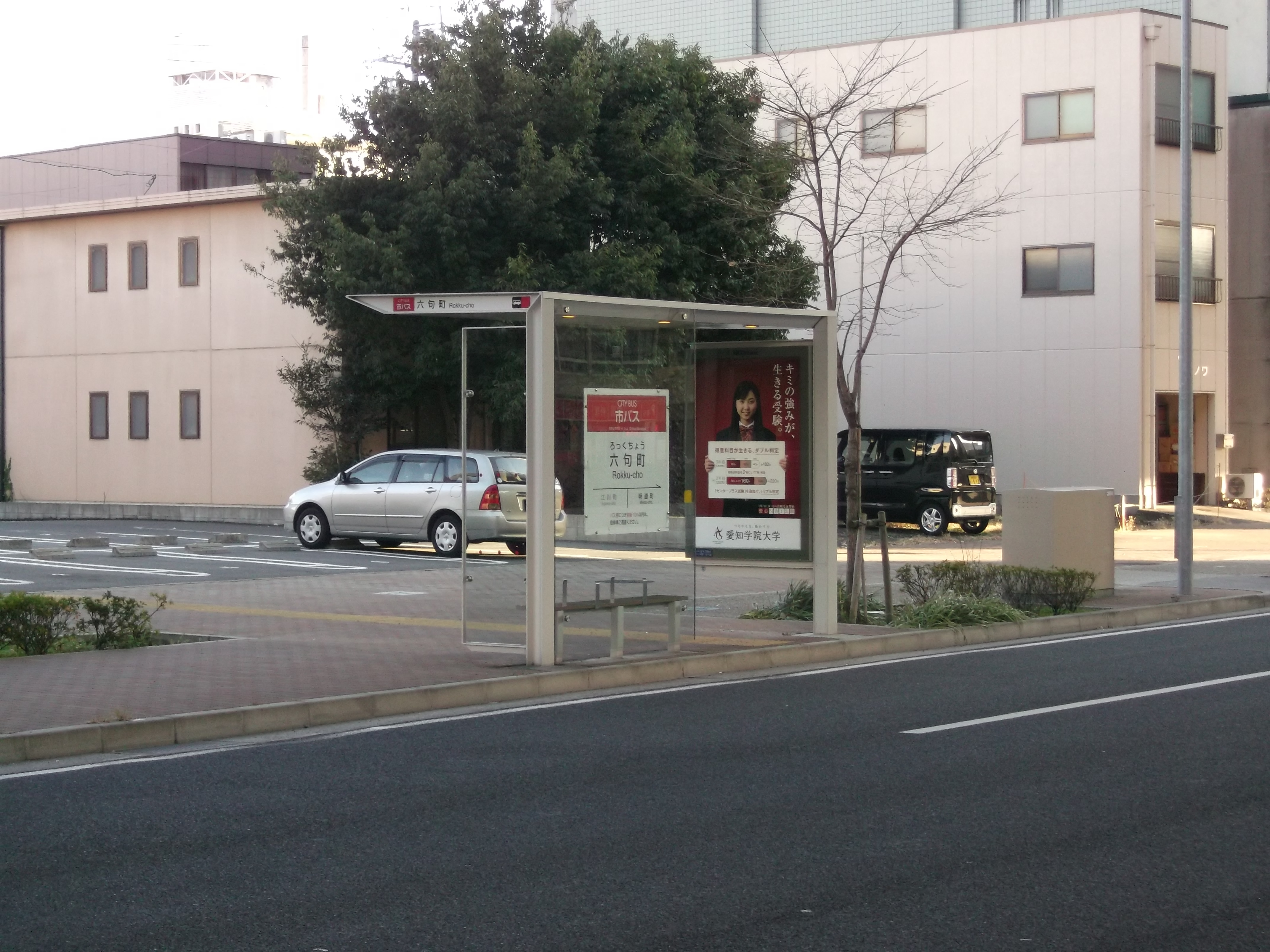
名古屋市営バス六句町停留所南行（2015年1月）

2. 1 2 3 4  「角川日本地名大辞典」編纂委員会 1989, p. 1418.
3. 1 2  名古屋市総務局企画室統計課 1957, p. 76.
4. 1 2  名古屋市総務局企画部統計課 1967, p. 71.
5. 1 2  名古屋市総務局統計課 1977, p. 45.
6. ↑  名古屋市総務局統計課 1981, p. 33.
7. ↑  河村幸守 2015, p. 18.
8. ↑  新修名古屋市史編集委員会 1999, p. 3.
9. ↑  新修名古屋市史編集委員会 1999, p. 4.
10. ↑  有限会社平凡社地方資料センター 1981, p. 124.
11. ↑  名古屋市計画局 1992, p. 915.